# マイヨ・ブラン

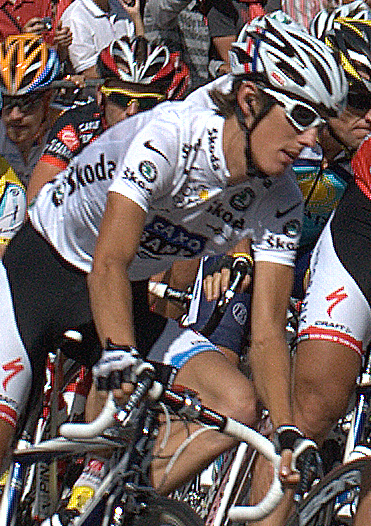
2009年のツール・ド・フランスで、マイヨ・ブランを着用するアンディ・シュレク。

マイヨ・ブラン (maillot blanc) は、自転車ロードレース・ツール・ド・フランスにおいて、開催年のうちに25歳以下の誕生日を迎える選手の中で総合成績が最も上位の選手に与えられる白色のジャージである。色の由来について有力な説は存在しない。
厳密なルールでは、開催年から数えて25年前の1月1日以降に生まれた選手が対象である。創設されたのは1975年大会で、当初の対象はプロ3年目以内の選手だった。1989年からジャージ着用制度のみが一時廃止されていたが、2000年に復活した。2015年よりフランス国内で眼鏡販売チェーンを運営する「Krys」がスポンサーを務める。
日本では「ヤングライダー賞」と呼ばれることが多い。「新人賞」という表現もあるが、該当の年齢であれば複数回受賞できるため的確ではない。
| 受賞回数 | 選手名             | 受賞年（総合順位） | 受賞年（総合順位） | 受賞年（総合順位） | 受賞年（総合順位） |
| -------- | ------------------ | ------------------ | ------------------ | ------------------ | ------------------ |
| 4        | タデイ・ポガチャル | 2020年（1位）      | 2021年（1位）      | 2022年（2位）      | 2023年（2位）      |
| 3        | ヤン・ウルリッヒ   | 1996年（2位）      | 1997年（1位）      | 1998年（2位）      | －                 |
| 3        | アンディ・シュレク | 2008年（12位）     | 2009年（2位）      | 2010年（1位）      | －                 |
| 2        | マルコ・パンターニ | 1994年（3位）      | 1995年（13位）     | －                 | －                 |
| 2        | ナイロ・キンタナ   | 2013年（2位）      | 2015年（2位）      | －                 | －                 |